# Baltic Sail Gdańsk

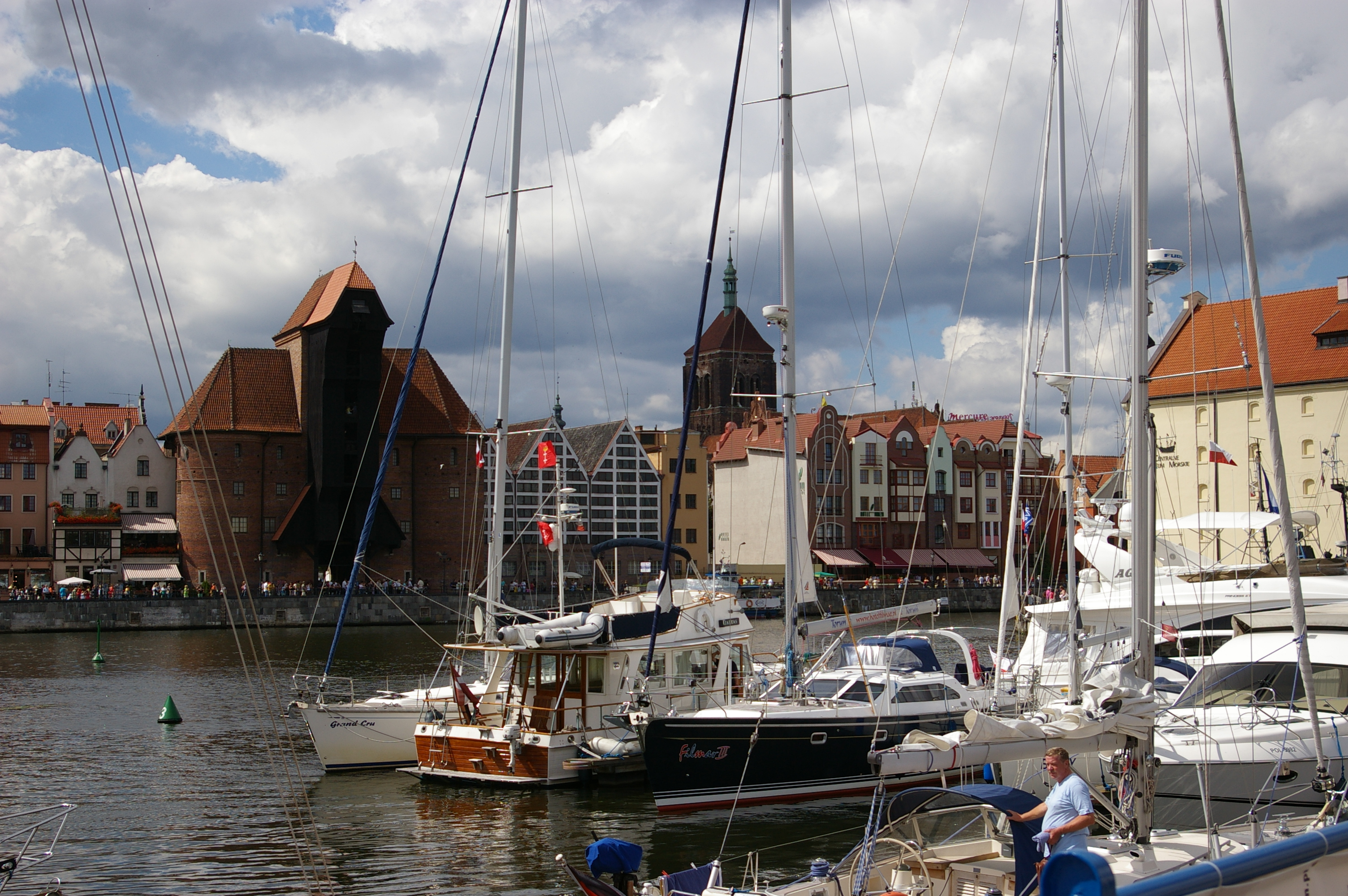
Gdańsk, na pierwszym planie Przystań jachtowa Marina Gdańsk

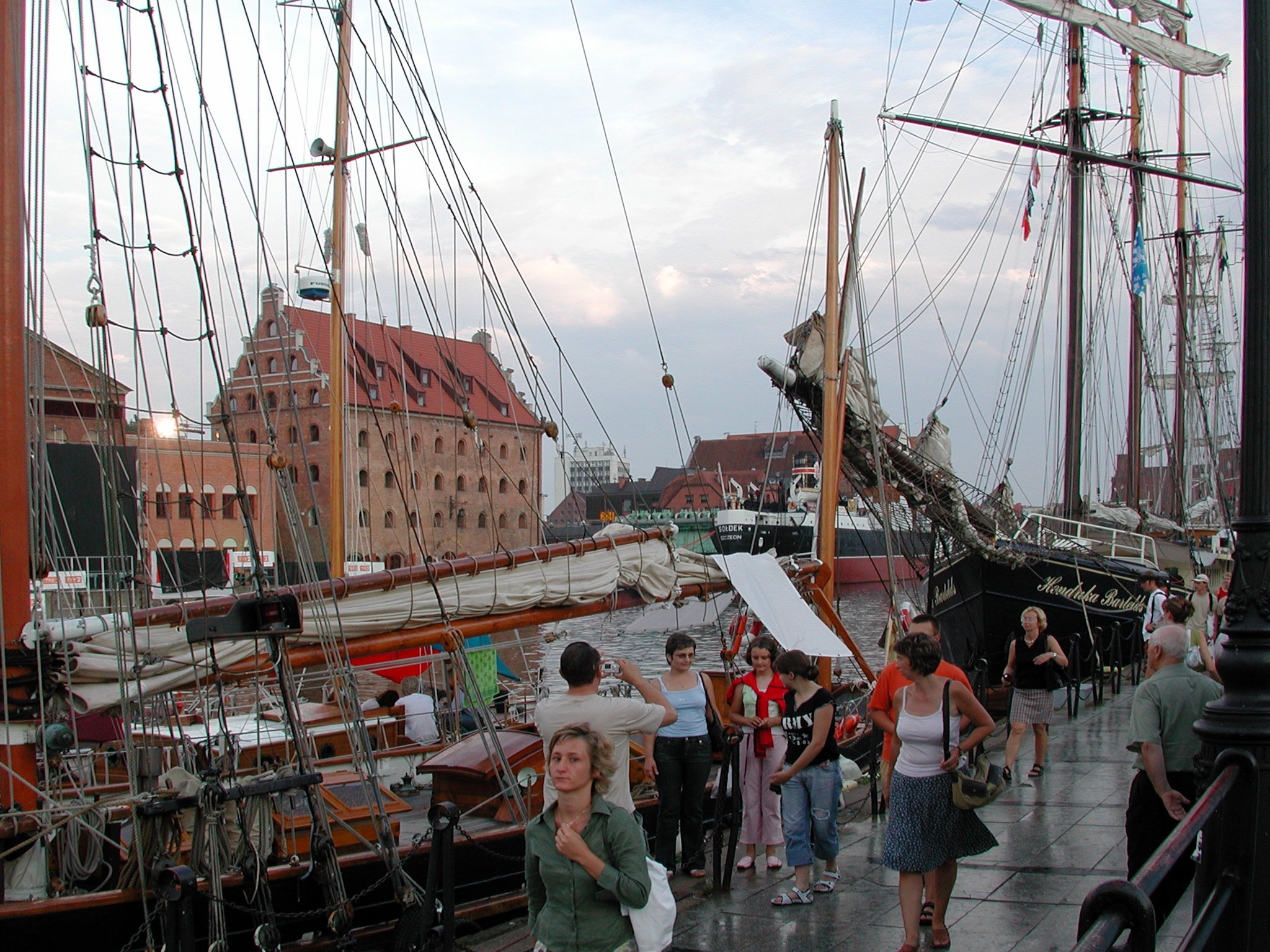
Baltic Sail, Rybackie Pobrzeże w Gdańsku

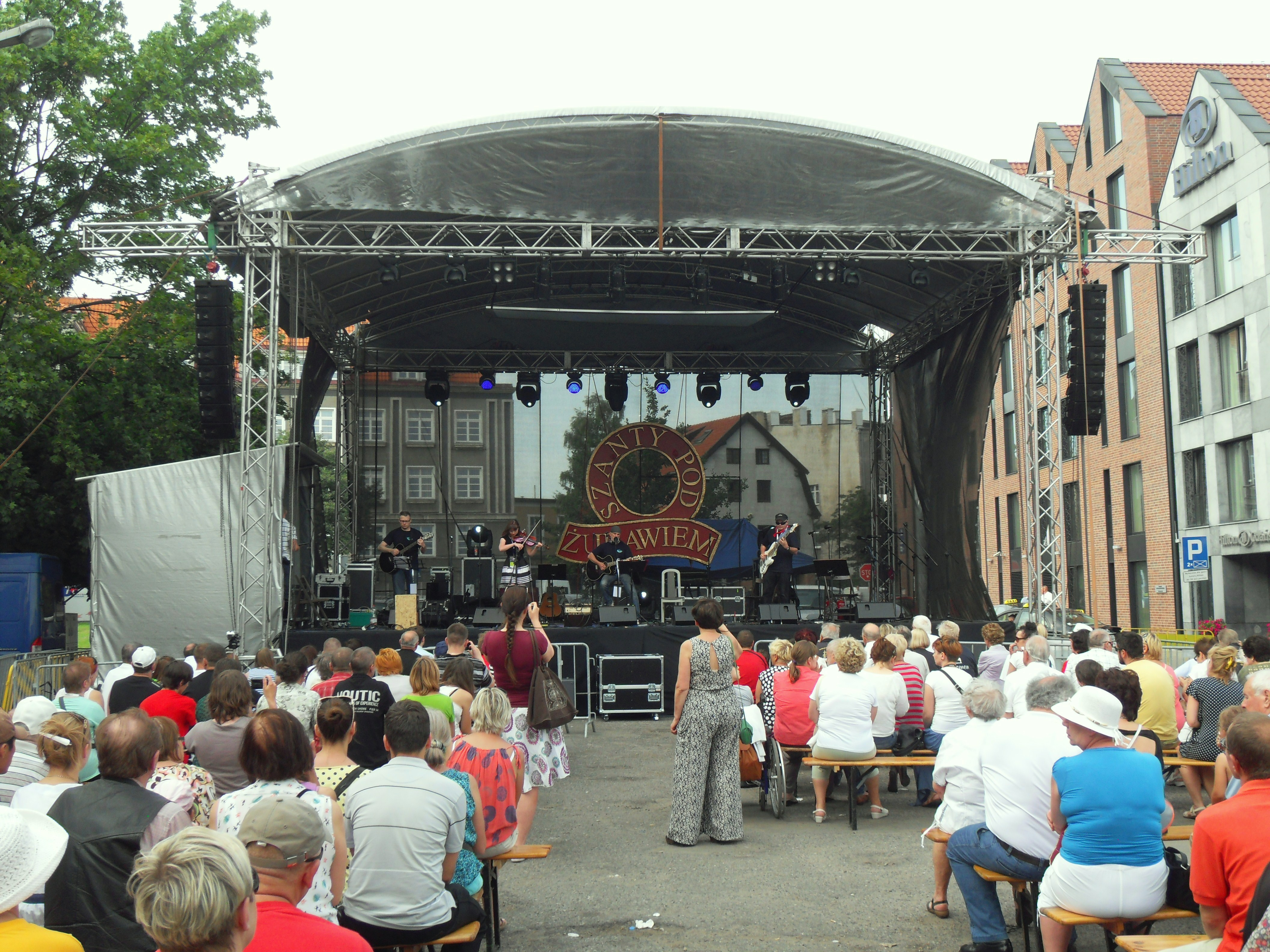
„Szanty pod Żurawiem”

Baltic Sail – międzynarodowe porozumienie podpisane przez największe miasta rejonu Morza Bałtyckiego, zainicjowane przez Rostock w 1991. Celem i założeniem pomysłodawców jest promowanie morskiego dziedzictwa europejskiego regionu Morza Bałtyckiego oraz wspieranie tradycyjnej żeglugi bałtyckiej od portu do portu. Obecnie do Baltic Sail należą:
- Kłajpeda,
- Gdańsk,
- Rostock,
- Karlskrona,
- Nysted
- Ryga,
- Szczecin,

Zlot Baltic Sail to coroczna impreza organizowana w Gdańsku od momentu oddania do użytku przystani jachtowej (marina) w centrum miasta. Pierwszy zlot odbył się w 1997 pod nazwą Sail Gdańsk z okazji 1000-lecia Gdańska i spotkał się z ogromnym zainteresowaniem mieszkańców i turystów. Władze Miasta zachęcone sukcesem tego wydarzenia podjęły starania o przyjęcie w Gdańsku na stałe Morskiego Festiwalu organizowanego w ramach porozumienia Baltic Sail. Od 2009 Gdańsk organizuje zloty żaglowców we współpracy z Fundacją Gdańską, której prezesem do 2016 był Mateusz Kusznierewicz. Od 2010 w ramach Baltic Sail zostały zintegrowane inne imprezy odbywające się w Gdańsku jak np. regaty Nord Cup. W 2016 roku, podczas 20. edycji Zlotu zostało podpisane międzynarodowe porozumienie przez Prezydentów i Burmistrzów Miast Partnerskich o dalszej współpracy przy organizacji Baltic Sail na lata 2017–2021.
Od 2017 miasteczko Zlotu znajduje się na Wyspie Ołowianka, zaś żaglowce cumują po obu brzegach Motławy.

## Żaglowce odwiedzające Baltic Sail Gdańsk to m.in.
- Antica (PL)
- Afrodite (NL)
- Ark (PL)
- Baltic Beauty (SWE)
- Baltic Star (PL)
- Bonawentura (PL)
- Birgitte (D)
- Bryza H (PL)
- Ernestine
- Hansine (D)
- Joanna Saturna (FIN)
- Knudel (D)
- Khersones (UKR)
- Kruzensztern (RUS)
- Linden (FIN)
- Lisa von Lubeck (D)
- Olander (GER)
- Norda (PL)
- Santa Barbara Anna (GER)
- Ubena von Bremen (D)
- Yunyi Baltiets (RUS)